# Impacto ambiental del transporte
El impacto ambiental del transporte es uno de los más importantes en cuanto a emisiones de CO2 en todo el mundo.
Por subsectores, el transporte en carretera es el mayor contribuidor para el calentamiento global. Un automóvil europeo emite en promedio 70 g de carbono por pasajero y kilómetro, y un tren unos 10 g.
Se considera que 135 aviones supersónicos se encuentran permanentemente en vuelo a una velocidad inferior a Mach 1,1, y que cada uno emite 20 kg de carbono por kilómetro; y en vuelos civiles, promedio por cada kilómetro recorrido y cada pasajero transportado, un avión emite más de 100 g de carbono en vuelos cortos y de 30 a 50 g en vuelos largos. En los efectos producidos por la aviación militar hay que añadir los simulacros de explosiones militares, y tanto en la civil como en la militar la formación de óxidos de nitrógeno (NOx) y el vapor de agua. Los óxidos de nitrógeno dan lugar a la formación de radicales libres, que, combinados con oxígeno y con ayuda de la luz solar, producen ozono. En la troposfera, este proceso origina la formación del "smog" fotoquímico, una neblina contaminante que padecemos todos los habitantes de las grandes y medianas ciudades. El ozono es, además de contaminante, un débil gas de invernadero. En la actualidad, la aviación emite cada año unas 400 000 toneladas de NOx. El efecto del vapor de agua forma nubes del tipo cirros en la alta troposfera. Aunque es difícil de cuantificar, podría tener un impacto sobre el clima aun mayor que el CO2 emitido, ya que las nubes reflejan tanto la luz solar que llega a la Tierra como la radiación infrarroja que sale al espacio, y las nubes altas son excepcionalmente muy eficaces atrapando el calor que emite la Tierra.
En España el sector transporte es el primer sector en cuanto al gasto energético. Solo en el año 2003 consumió unas 36 000 ktep (1.5 EJ) al año (un 42 % de la energía final). Los porcentajes correspondientes son: el sector aéreo 12,5 %, el marítimo 4,3 %, y el terrestre 83 % (del que el sector ferroviario ocupa un 2,9 %). No se incluye aquí toda la actividad militar de fabricación y de consumo.

## Sectores
| Medio de transporte  | Emisiones corta distancia (g CO2/km*pax) | Emisiones larga distancia (g CO2/km*pax) | Comentarios                     |
| -------------------- | ---------------------------------------- | ---------------------------------------- | ------------------------------- |
| Avión                | 150                                      | 110                                      |                                 |
| Coche                | -                                        | 130                                      | Suponiendo 1 pasajero por coche |
| Autobús              | 180                                      | 50                                       |                                 |
| Tren (de combustión) | 110                                      | 120                                      |                                 |

Conforme a los datos proporcionados por la Agencia Europea de Medio Ambiente, es posible cuantificar las emisiones de gramos de CO2 por kilómetro recorrido y pasajero, considerando la media de pasajeros por vehículo, conforme a lo señalado en la siguiente tabla:
| Medio de transporte | Emisiones (gCO2/km*pax) | Media de pasajeros por vehículo |
| ------------------- | ----------------------- | ------------------------------- |
| Peatón              | 0                       | 1                               |
| Bicicleta           | 0                       | 1                               |
| Tranvía             | 14                      | 156                             |
| Autobús             | 68                      | 12,7                            |
| Motocicleta         | 72                      | 1,2                             |
| Coche               | 104                     | 1,5                             |
| Furgoneta           | 158                     | 1,5                             |
| Avión               | 285                     | 88                              |

### Transporte aéreo
Las emisiones de la aviación, comercial y militar, contribuyen notablemente al aumento del efecto invernadero. Esto se debe principalmente al dióxido de carbono (CO2) producido por la combustión del jet fuel (queroseno), así como a las estelas de condensación y a las nubes altas que, a veces, pueden generar.
El impacto ambiental del transporte aéreo es importante, pero difícil de evaluar con precisión. Además del CO2, un gas de efecto invernadero bastante fácil de reconocer cuyas emisiones representan entre el 2% y el 3% de las emisiones mundiales, los aviones son responsables de otras emisiones cuya contribución al efecto invernadero no ha sido evaluada con exactitud. En particular, las emisiones de los óxidos de nitrógeno (NOx), y las estelas de condensación y cirros (o cirrus) que se forman en ciertas condiciones, provocan indirectamente el calentamiento global. Por otra parte, la vida útil muy corta de las estelas de condensación, de los cirros y del ozono producidos por la degradación de NOx (de algunos minutos hasta algunos días) no permite asociar sus efectos a los del CO2, que tiene una vida en torno a los 100 años. Sin embargo, estos efectos hay que contabilizarlos ya que su impacto es y será de vital importancia mientras que haya aviones en el cielo.
Para calcular los efectos de todas las emisiones antropogénicas, el Panel Intergubernamental del Cambio climático (IPCC, por sus siglas en inglés) utiliza el forzamiento radiativo que mide las consecuencias de las actividades pasadas y presentes sobre la temperatura global. Este grupo estimó que entre 1790 y 2005 el forzamiento radiativo de la aviación representaba el 4,9% del forzamiento radiativo total; es decir, alrededor de tres veces más que el impacto del CO2 por sí solo. Debido al crecimiento rápido y continuo del transporte aéreo, cerca del 5% al año, y a la incapacidad de la industria de incorporar mejoras técnicas con la misma velocidad, su impacto ambiental no cesa de crecer.
Después de 15 años de negociaciones, el 6 de octubre de 2016 se firmó un acuerdo mundial que apuntó a reducir el impacto ambiental del transporte aéreo, con el apoyo de la Organización de Aviación Civil Internacional (OACI, una agencia de la ONU). En este, se propone solventar la ausencia de medidas con respecto al transporte aéreo en el Acuerdo de París de 2015, mejorar la eficacia energética (2% al año), introducir Combustible sostenible de aviación y evaluar el nivel que alcanzarán las emisiones de CO2 en 2020. Para ello, se instituye un sistema de compensación de emisiones de CO2 para la fracción de emisiones que superen el nivel calculado para 2020, además de una “canasta de medidas técnicas” adoptadas al mismo tiempo. Este sistema se traducirá en una venta de bonos de carbono por las compañías aéreas, y por otros sectores, por medio de una bolsa de intercambio (voluntaria a partir del año 2021 y obligatoria a partir del 2027). Son varias las organizaciones, entre ellas las ONG medioambientales, que han denunciado la falta de ambición de este acuerdo.

### Transporte terrestre

#### Bicicleta
El ciclismo tiene bajas emisiones de carbono y una huella ambiental reducida. Un estudio europeo realizado con miles de residentes urbanos encontró que las emisiones diarias de CO2 relacionadas con la movilidad eran de 3,2 kg de CO2 por persona, con el automóvil representando el 70 % y el ciclismo solo el 1 % (incluyendo todo el ciclo de vida de los vehículos y los combustibles). Las personas que usaban la bicicleta regularmente ('ciclistas') tenían un 84 % menos de emisiones de CO2 en el ciclo de vida de todos sus desplazamientos diarios que los 'no ciclistas', y cuanto más usaban la bicicleta a diario, menor era su huella de carbono relacionada con la movilidad. Los automovilistas que cambiaron su modo de transporte de automóviles a bicicletas como su 'método principal de transporte' emitieron 7,1 kg menos de CO2 por día. El ciclismo regular se asoció fuertemente con la reducción de las emisiones de CO2 del ciclo de vida en los desplazamientos laborales y sociales.
Cambiar de un comportamiento de transporte motorizado a no motorizado también puede tener efectos significativos. Un estudio europeo con casi 2000 participantes mostró que una persona promedio que realiza un viaje más en bicicleta y un viaje menos en automóvil por día durante 200 días al año reduciría las emisiones de CO2 del ciclo de vida relacionadas con la movilidad en aproximadamente 0,5 toneladas al año, lo que representa una parte considerable de las emisiones promedio per cápita de CO2 del transporte (que varían entre 1,5 y 2,5 toneladas por año, dependiendo del lugar donde vivas).

#### Coche
Las emisiones de los coches dependerán del modelo de coche así como del tipo de trayecto realizado.
En Europa, la Comisión Europea estableció para el año 2015 un límite de 130 g de CO2 por kilómetro (g CO2/km) para todos los coches nuevos. El objetivo es que para el año 2021 la emisión media de todos los coches nuevos sea de 95 g de CO2 por kilómetro(g CO2/km).
En Estados Unidos, la media de emisiones de los coches vendidos es de 220 g de CO2 por km (350 g/milla).

#### Autobús
De media, un autobús interurbano emite 180 g de CO2 por pasajero (300 g/milla por pasajero). Los autobuses de largas distancias (>32 km, >20 mi) emiten 50 g de CO2 por pasajero y milla (80 g/mi por pasajero).

#### Trenes de combustión
De media, los metros y trenes de cercanías emiten 110 g of CO2 por pasajero y milla (170 g/mi por pasajero). Los trenes de media y larga distancia (>32 km, >20 mi) emiten 120 g de CO2 por km y pasajero (190 g/mi por pasajero).

#### Trenes eléctricos
Los trenes eléctricos contribuyen relativamente menos a la contaminación, ya que esta se produce en las plantas de generación de energía eléctrica, que son mucho más eficientes. Las emisiones dependerán entonces de la mezcla de generación eléctrica de cada país, donde país con un generación eléctrica con mucha energía nuclear o energías renovables tendrán un menor impacto que países con generació eléctrica a través de gas natural o petróleo.

#### Vías terrestres
El impacto ambiental de las vías terrestres (caminos, carreteras, autovías, autopistas, vías férreas, etc) puede ser tanto positivo como negativo, directo, indirecto e inducido. Sus obras de cruce y empalmes utilizan áreas importantes en el territorio creando en el entorno impactos ambientales sobresalientes. Los caminos no pavimentados pueden tener considerables impactos, a menudo más que la pavimentación y los caminos existentes al medio ambiental terrestre y superficial 
Los posibles beneficios socioeconómicos proporcionados por las vías terrestres, incluyen la confiabilidad bajo todas las condiciones climáticas,alcachofas la reducción de los costos de transporte, el mayor acceso a los mercados para los cultivos y productos locales, el acceso a nuevos centros de empleo, la contratación de trabajadores locales en obras en sí, el mayor acceso a la atención médica y otros servicios sociales y el fortalecimiento de las economías locales.

### Transporte marítimo
El transporte marítimo (embarque) moviliza más del 84% del comercio mundial. Por lo tanto, los proyectos de desarrollo en puertos generalmente se asocian con beneficios económicos de largo alcance para las naciones en desarrollo. Los avances tecnológicos en el transporte marino y la integración del transporte por tierra, mar y aire han aumentado la complejidad del desarrollo de puertos. El carácter dinámico e importancia del transporte marítimo puede resultar en proyectos como el establecimiento de canales, vías acuáticas, áreas de rotación; construcción de muelles, malecones, rompeolas y aristas de encuentro; y la posibilidad de construir puertos de aguas profundas y prefabricados, y terminales de costa afuera y móviles.
El desarrollo marítimo suele generar problemas ambientales locales, pero también puede producir problemas a escala regional. Los impactos del desarrollo marítimo difieren según su ubicación, debido a las variaciones en tales rasgos como geografía, hidrología, geología, ecología, industrialización, urbanización y tipos de embarque. La alteración de las aguas naturales y construcción de estructuras artificiales puede resultar en impactos directos sobre la masa de agua siendo desarrollada, así como impactos directos e indirectos sobre los ecosistemas y comunidades correspondientes en las cercanías del proyecto. Las operaciones de dragado, eliminación de materiales, desarrollo de la zona playera, mayor tránsito marítimo y vehicular en el puerto, pueden resultar en la liberación de contaminantes naturales y antropogénicos en el medio ambiente.
Los impactos acuáticos pueden incluir derrames y descargas de petróleo; liberación de contaminantes en relación con la resuspensión del sedimento, el aflujo superficial, y las descargas de fuentes puntuales; destrucción de hábitats; cambios en la composición química y circulación del agua; preocupaciones ocupacionales y de salud pública; y, seguridad en el transporte.
Los impactos terrestres pueden incluir la contaminación debido a la eliminación de materiales dragados; erosión y sedimentación debido a cambios hidrológicos ocasionados por la profundización y ampliación del canal y desarrollo de la zona playera (construcción de rompeolas, etc); pérdida de hábitats frágiles (Por ejemplo: tierras húmedas, manglares) debido al desarrollo de la playa y con relación al puerto; y, pérdida de usos existentes y futuros de la tierra.